# Krzyż Zasługi z Mieczami
Krzyż Zasługi z Mieczami – polskie wojenne odznaczenie państwowe.
Krzyż Zasługi z Mieczami dzieli się na trzy stopnie:
- Złoty Krzyż Zasługi z Mieczami,
- Srebrny Krzyż Zasługi z Mieczami,
- Brązowy Krzyż Zasługi z Mieczami.

## Historia i zasady nadawania

### Rząd emigracyjny
Pomysł ustanowienia wojennej wersji Krzyża Zasługi zrodził się już w okresie II RP jednak realizacji doczekał się dopiero 19 października 1942 na mocy dekretu Prezydenta RP na uchodźstwie. Nadawany miał on być za czyny męstwa i odwagi, dokonane nie bezpośrednio w walce z nieprzyjacielem oraz zasługi położone względem Państwa lub jego obywateli w warunkach szczególnego niebezpieczeństwa. Jego ustanowienie miało na celu ograniczenie liczby nadań Krzyża Walecznych.
Krzyż Zasługi z Mieczami mógł być nadawany tej samej osobie czterokrotnie w każdym stopniu. Prawo nadawania Złotego Krzyża Zasługi z Mieczami dla osób cywilnych należało do kompetencji Prezydenta RP, Srebrny i Brązowy Krzyż osobom cywilnym mógł nadawać prezes Rady Ministrów. Żołnierzom Polskich Siły Zbrojnych, Polakom-bojownikom Ruchów Oporu w Europie Zachodniej oraz żołnierzom armii sprzymierzonych odznaczenia nadawał Wódz Naczelny na wniosek Ministra Obrony Narodowej, Szefa Sztabu Naczelnego Wodza, Inspektora Lotnictwa, Szefa Kierownictwa Marynarki Wojennej oraz dowódców o uprawnieniach co najmniej dowódcy brygady, równorzędnych i wyższych.
Pierwsza dekoracja Krzyżami Zasługi z Mieczami miała miejsce w lutym 1943, Złoty Krzyż Zasługi z Mieczami przysługiwał tylko oficerom i generalicji (żołnierze niższych stopni otrzymywali je sporadycznie za wybitne czyny) zaś Srebrny i Brązowy żołnierzom wszystkich rang.
Do 1949 przyznano 23 218 Krzyży Zasługi z Mieczami, w tym 1008 złotych, 3761 srebrnych i 18 449 brązowych (w kolejnych latach zrealizowano jeszcze kilka tysięcy nadań). Z tej liczby odznaczono 21 403 żołnierzy PSZ, sześciu marynarzy PMH, 1159 Polaków walczących w zachodnioeuropejskich Ruchach Oporu oraz 650 obcokrajowców (w tym 301 Francuzów, 165 Włochów i 90 Amerykanów).

### Okupowany kraj
W okupowanej przez Niemców Polsce kompetencje do nadawania Krzyża Zasługi z Mieczami przysługiwały Komendzie Głównej Armii Krajowej. Po raz pierwszy odznaczono nim 30 grudnia 1942 pracowników PWB/17 w związku z zakończeniem prac związanych z produkcją banknotów. Przyznawany był bojownikom AK (w tym organizacji scalonych takich jak OW PPS, SOB i NOW) zarówno za pracę konspiracyjną, jak i walkę zbrojną o odzyskanie niepodległości. Nadawany był także bojownikom niektórych niescalonych z AK organizacjami min. Batalionów Chłopskich, Polskiej Armii Ludowej i Narodowych Siły Zbrojnych (do czasu ustanowienia Krzyża Narodowego Czynu Zbrojnego).
W Armii Krajowej łącznie przyznano do 1945 16 474 krzyży w tym 1377 złotych, 9258 srebrnych i 5839 brązowych. W czasie okupacji większość kawalerów otrzymywała jedynie zaświadczenia o odznaczeniu Krzyżem Zasługi z Mieczami. Nadawane rzadko egzemplarze stanowiły w większości przedwojenne cywilne Krzyże Zasługi z dołożonymi mieczami albo lokalne kombinacje grawerskie np. niemiecki Krzyż Zasługi Wojennej z umieszczonym w miejscu swastyki monogramem RP.

### III Rzeczpospolita
Krzyż Zasługi z Mieczami nie był przyjęty do systemu odznaczeń Polski Ludowej, władze uznawały jednak nadania konspiracyjne.Ustawa z 16 października 1992 przywróciła go do systemu odznaczeń jako odznaczenie wojenne – nagroda za czyny męstwa i odwagi dokonane w czasie wojny nie bezpośrednio w walce z nieprzyjacielem, a także położone w czasie wojny zasługi względem Państwa lub jego obywateli w warunkach szczególnie niebezpiecznych. Przyznawany może być w czasie trwania konfliktu lub do pięciu lat po jego zakończeniu przez Prezydenta RP. W przeciwieństwie do wersji rządu emigracyjnego i AK może być nadany jednej osobie tylko dwukrotnie.

## Opis odznaki
Odznaka Krzyża Zasługi z Mieczami była identyczna jak Krzyża Zasługi ustanowionego przez prezydenta Rzeczypospolitej Polskiej rozporządzeniem z dnia 23 czerwca 1923 roku, z tym że dodatkowo posiadała miecze.
Odznaką Krzyża Zasługi z Mieczami jest równoramienny krzyż typu kawalerskiego o wymiarach 42 × 42 mm (pierwotnie miał wymiary 40 × 40 mm), zakończony na rogach ramion kulkami. Ramiona Złotego i Srebrnego Krzyża pokryte są czerwoną emalią w obramowaniu, nałożoną na fakturowane podłoże; Brązowy Krzyż nie jest emaliowany. Między ramionami znajdują się pęki promieni o kolorze odpowiadającym stopniowi. W środku krzyża znajduje się tarcza z umieszczonymi na niej literami RP, otoczona otokiem, za którym jest ornamentowane obramowanie. Dla Krzyża Złotego i Srebrnego tarcza jest emaliowana na biało a litery są w kolorze stopnia, otok jest emaliowany na czerwono, Krzyż Brązowy nie jest emaliowany i wszystkie elementy są w kolorze brązowym. Ramiona krzyża posiadają obramowanie w kolorze stopnia. Rewers odznaczenia jest gładki. Do górnego ramienia krzyża, na ruchomym kółku, nałożone zostały dwa skrzyżowane miecze zwrócone ostrzami do góry i złączone potrójną listewką. Są one w kolorze odpowiadającym stopniowo krzyża. Do nich dołączono kółko na którym umocowana jest wstążka.
Wstążka Krzyża Zasługi z Mieczami jest pąsowa (pierwotnie była amarantowa) o szerokości 40 mm z niebieskimi paskami po bokach o szerokości 3 mm.
Na baretce w celu odróżnienia jej od baretki Krzyża Zasługi, który ma identyczną wstążkę, umieszczano dodatkowo skrzyżowane miecze w kolorze odpowiadającym stopniowi Krzyża. Okucia oznaczenia z roku 1942 przedstawiają same miecze; okucia według wzoru z 1992 przedstawiają miniaturkę zawieszki, tzn. miecze na pionowej sztabce.
Kolejne nadania Krzyża w tym samym stopniu oznacza się przez nakładane na wstążkę metalowe okucia, w kształcie gładkiej, matowej listewki złoconej, srebrzonej lub patynowanej na brązowo, w zależności od stopnia odznaczenia, szerokości 5 mm z polerowanymi krawędziami.
Okucia kolejnego nadania nakłada się na baretkę pionowo pod mieczami.
| Baretki Krzyża Zasługi z Mieczami | Baretki Krzyża Zasługi z Mieczami | Baretki Krzyża Zasługi z Mieczami | Baretki Krzyża Zasługi z Mieczami | Baretki Krzyża Zasługi z Mieczami | Baretki Krzyża Zasługi z Mieczami |
|                                   |                                   | Krzyż Złoty                       | Krzyż Srebrny                     | Krzyż Brązowy                     |                                   |
| --------------------------------- | --------------------------------- | --------------------------------- | --------------------------------- | --------------------------------- | --------------------------------- |
| wzór: 1942                        | nadany po raz pierwszy            |                                   |                                   |                                   |                                   |
| wzór: 1942                        | nadany dwukrotnie                 |                                   |                                   |                                   |                                   |
| wzór: 1942                        | nadany trzykrotnie                |                                   |                                   |                                   |                                   |
| wzór: 1942                        | nadany czterokrotnie              |                                   |                                   |                                   |                                   |
| wzór: 1992                        | nadany po raz pierwszy            |                                   |                                   |                                   |                                   |
| wzór: 1992                        | nadany dwukrotnie                 |                                   |                                   |                                   |                                   |

Krzyż Zasługi z Mieczami nosi się na lewej piersi, w kolejności przed Krzyżami Zasługi odpowiadającego mu stopnia.